# Дзіваєв Анатолій Гаврилович
Анатолій Гаврилович Дзіваєв (рос. Анатолий Гаврилович Дзиваев, 28 травня 1946, Дзауджикау, Північно-Осетинська АРСР, РРФСР — 16 листопада 2016, Москва) — радянський та російський актор, Театральний діяч, а також режисер. Заслужений діяч мистецтв Російської Федерації (1997), найбільше відомий за ролями радянського диктатора Йосипа Сталіна.

## Біографія
Народився 28 травня 1946 року в Дзауджикау. У 1970 році закінчив акторський факультет ГІТІСу (майстерня Н. Пажитнова і В. І. Циганкова), у 1979 році там же — режисерський факультет (майстерня І. М. Туманова).
Грав у Владикавказі в Північно-Осетинському академічному театрі ім. В. Тхапсаєва. В. Тхапсаєва і Російському драматичному театрі ім. Е. Е. Тхапсаєва. Е. Вахтангова. Керував кінно-драматичним театром «Нарти» у Владикавказі.
Поставив кілька вистав як режисер: «Загнаний кінь» Ф. Саган (Московський драматичний театр ім. Гоголя), «Знедолений янгол» Ш. Джікаєва, «Король Лір» В. Шекспіра, «Милиця для лондонського кварталу» В. Гутнова (Північно-Осетинський академічний театр ім. В. Тхапсаєва) та низку інших.
З 2002 року працював у трупі Московського театру п/р А. Джигарханяна.

## Смерть
Помер у Москві на 71-му році життя 16 листопада 2016 року.
Громадянська панахида відбулася 19 листопада 2016 року в Осетинському театрі, відспівування пройшло у Свято-Георгіївському кафедральному соборі Владикавказа. Похований на Гізельському кладовищі в рідному Владикавказі.

## Творчість

### Роботи в театрі

#### Північно-Осетинський академічний театр
«Ревізор» (Хлестаков; Бобчинський) — реж. М. Цихієв
«Учитель танців» (Альдемаро) — реж. А. Гутьерес
«Міщани» (Петро) — реж. М. Ковшов
«Віндзорські пустунки» (Пістоль) — реж. Г. Хугаєв
«Честь батьків» (Кур'єр) — реж. Г. Хугаєв
«Гамлет» (Гамлет) — реж. Г. Хугаєв
«Мона Ванна» (Прінчевалле) — реж. А. Рафіков
«Милиця для лондонського кварталу» — режисер

#### Російський драматичний театр ім. Є. Вахтахнгова
«Правда пам'яті» — режисер
«Коня диктатору!» Мустай Карім (реж. В. Чернядєв) — Диктатор
Московський драматичний театр п/р А. Джигарханяна
«Фугас» (Юрій Глебич) — реж. Ю. Клепіков, П. Ступін
«Порохова бочка» (Дмитро) — реж. К. Азарян
«Повернення додому» (Макс) — реж. С. Газаров
«Будинок Бернарди Альби» Ф. Г. Лорки — режисер
Театр імені Вахтангова
«Пристань» — режисер

#### Фільмографія
1. 1970 — Чермен — Дзіу, друг Чермена (дублює А. Сафонов)
2. 1979 — Слідами Карабаїра — Манаф
3. 1980 — Кільце старого шейха — Манаф
4. 1984 — І озирнувся подорожній — Заур
5. 2004 — Далекобійники 2 (2-а серія «Сіль») — Муса
6. 2004 — На розі, біля Патріарших-4 — Вахтанг
7. 2004 — Самотнє небо — Вазген
8. 2005 — Казус Кукоцького — Гасан (немає в титрах)
9. 2005 — Таємна варта — Дадашев-старший
10. 2005 — Той, хто примножує сум — Башкир
11. 2006 — Лікарська таємниця — Гамрікелі
12. 2006 — Громови — Льоня Красноярський
13. 2006 — Острог. Справа Федора Сеченова
14. 2006 — Прорив — провідник Резван
15. 2007 — 40 — бомж «Гудрон»
16. 2008 — Безіменна — одна жінка в Берліні — лейтенант Радянської армії, грузин-веселун
17. 2008 — Знахар — мулла, дідусь Раміля
18. 2008 — Кримінальне відео (1 фільм «Привид, який повертається»; 2 фільм «Сенсація») — Шеффер
19. 2008 — Вбивство в дачний сезон — епізод
20. 2008 — Я — охоронець («Старі рахунки», «Замовлення на олігарха») — Шалва
21. 2009 — Відрімасгор, або Історія мого космосу — Лорік Юхимович
22. 2009 — Поховайте мене за плінтусом — грузин у кафе
23. 2009 — Земля обітована від Йосипа Сталіна — Сталін
24. 2009 — Солдати-16. Дембель неминучий — дідусь
25. 2010 — Банди — Мераб Васильович Тапурія, оперативник
26. 2010 — Дворик — дід Бахид
27. 2010 — Жіночі мрії про далекі країни — Малхаз Михайлович Кунцарія, кримінальний авторитет
28. 2010 — Черкізона. Одноразові люди — Ахмат, господар ресторану
29. 2011 — Життя і пригоди Мішки Япончика — полковник Микола Никифорович Геловані, оберполіцмейстер
30. 2011 — Жуков — Сталін
31. 2011 — Казнокради (Фільм № 4 «Трофейна справа») — Сталін
32. 2011 — Найкращий фільм 3-ДЕ — кіноакадемік
33. 2011 — Товариші поліцейські (20-я серія Тухла справа. «Шахраї») — Гай Рафаїлович Мамедов, підприємець
34. 2011 — І Шепілов, що примкнув до них, — голос Сталіна (озвучування)
35. 2012 — Друге повстання Спартака — Сталін
36. 2013 — Торговий центр — Ованес Маркарян
37. 2013 — Убити Сталіна — Сталін
38. 2013 — Фатальний спадок — Олег Михайлович Абаєв (Абай)
39. 2013 — Син батька народів (Росія, Україна, Білорусь) — Сталін
40. 2015 — Духless 2 (Росія, Україна, Білорусь) — Галактіон, бомбила
41. 2015 — Винищувачі. Останній бій — нарком держбезпеки СРСР Всеволод Миколайович Меркулов
42. 2016 — Телі і Толі (№ 248) — батюшка
43. 2017 — Сплячі — Зелімхан Ібрагімович
44. 2017 — Зорге — Сталін

## Нагороди
- Заслужений діяч мистецтв Російської Федерації (1997).
- Народний артист Республіки Північна Осетія — Аланія.
- Орден Пошани (24.04.2009).
- Лауреат Державної премії Північної Осетії ім. К. Хетагурова. К. Хетагурова.